# Зуев, Пётр Григорьевич
Пётр Григорьевич Зуев — советский хозяйственный, государственный и политический деятель, Герой Социалистического Труда. Открыл школу № 18 и музыкальную школу в Октябрьском. В честь его назвали клуб в Октябрьском.

## Биография
Родился в 1930 году в селе Аверинском Сысертского района Уральской области. Член КПСС.
С 1950 года — на хозяйственной, общественной и политической работе. В 1950—1995 гг. — агроном, организатор сельскохозяйственного производства в Свердловской области, директор птицеводческих хозяйств, директор Бородулинского птицеводческого совхоза Сысертского района Свердловской области, директор совхоза «Покровский» Артёмовского района, директор птицефабрики «Рефтинская» в посёлке Рефтинском.
Указом Президиума Верховного Совета СССР от 23 декабря 1976 года за выдающиеся успехи, достигнутые во Всесоюзном социалистическом соревновании, проявленную трудовую доблесть при выполнении планов и социалистических обязательств по увеличению производства и продажи государству зерна и других сельскохозяйственных продуктов в 1976 году присвоено звание Героя Социалистического Труда с вручением ордена Ленина и золотой медали «Серп и Молот».
Делегат XXV съезда КПСС.
Умер 31 августа 2005 года. Похоронен на Нижне-Исетском кладбище Екатеринбурга.